# Wioślarstwo na Letnich Igrzyskach Olimpijskich 2008 – czwórka podwójna kobiet
Czwórka podwójna kobiet (W4x) – konkurencja rozgrywana podczas Letnich Igrzysk Olimpijskich 2008 w Pekinie między 9 a 16 sierpnia w Parku Olimpijskim Shunyi.

## Harmonogram konkurencji
Wszystkie godziny w standardowym czasie chińskim (UTC+8:00)
| Godzina                     | Wydarzenie  | Runda      |
| --------------------------- | ----------- | ---------- |
| Niedziela, 10 sierpnia 2008 | 16:30-16:50 | Eliminacje |
| Wtorek, 12 sierpnia 2008    | 15:50-17:00 | Repasaże   |
| Sobota, 16 sierpnia 2008    | 15:00-15:10 | Finał B    |
| Niedziela, 17 sierpnia 2008 | 16:30-16:40 | Finał A    |

## Medaliści
| Złoto                                                    | Srebro                                                                                  | Brąz                                                                        |
| Chiny · Tang Bin · Jin Ziwei · Xi Aihua · Zhang Yangyang | Wielka Brytania · Annabel Vernon · Debbie Flood · Frances Houghton · Katherine Grainger | Niemcy · Britta Oppelt · Manuela Lutze · Kathrin Boron · Stephanie Schiller |

## Wyniki

### Eliminacje
Reguła kwalifikacji: 1 → FA, 2.. → R

#### Eliminacje 1
| Miejsce | Zawodniczki                                                                | Kraj    | Czas    | Uwagi |
| ------- | -------------------------------------------------------------------------- | ------- | ------- | ----- |
| 1       | Tang Bin Jin Ziwei Xi Aihua Zhang Yangyang                                 | Chiny   | 6:11,83 | FA    |
| 2       | Switłana Spiriuchowa Ołena Ołefirenko Natalija Lalczuk Tetiana Kolesnikowa | Ukraina | 6:17,84 | R     |
| 3       | Rachelle de Jong Anna-Marie de Zwager Janine Hanson Krista Guloien         | Kanada  | 6:23,27 | R     |
| 4       | Julija Kalinowska Oksana Dorodnowa Łarisa Mierk Julija Lewina              | Rosja   | 6:26,21 | R     |

#### Eliminacje 2
| Miejsce | Zawodniczki                                                     | Kraj              | Czas    | Uwagi |
| ------- | --------------------------------------------------------------- | ----------------- | ------- | ----- |
| 1       | Annabel Vernon Debbie Flood Frances Houghton Katherine Grainger | Wielka Brytania   | 6:13,70 | FA    |
| 2       | Britta Oppelt Manuela Lutze Kathrin Boron Stephanie Schiller    | Niemcy            | 6:15,26 | R     |
| 3       | Lia Pernell Lindsay Meyer Jennifer Kaido Margot Shumway         | Stany Zjednoczone | 6:19,89 | R     |
| 4       | Zoe Uphill Amber Bradley Kerry Hore Amy Ives                    | Australia         | 6:20,95 | R     |

### Repasaże
Reguła kwalifikacji: 1-4 → FA, 5... → FB
| Miejsce | Zawodniczki                                                                | Kraj              | Czas    | Uwagi |
| ------- | -------------------------------------------------------------------------- | ----------------- | ------- | ----- |
| 1       | Britta Oppelt Manuela Lutze Kathrin Boron Stephanie Schiller               | Niemcy            | 6:36,17 | FA    |
| 2       | Lia Pernell Lindsay Meyer Jennifer Kaido Margot Shumway                    | Stany Zjednoczone | 6:39,53 | FA    |
| 3       | Zoe Uphill Amber Bradley Kerry Hore Amy Ives                               | Australia         | 6:41,39 | FA    |
| 4       | Switłana Spiriuchowa Ołena Ołefirenko Natalija Lalczuk Tetiana Kolesnikowa | Ukraina           | 6:41,45 | FA    |
| 5       | Rachelle de Jong Anna-Marie de Zwager Janine Hanson Krista Guloien         | Kanada            | 6:46,60 | FB    |
| 6       | Julija Kalinowska Oksana Dorodnowa Łarisa Mierk Julija Lewina              | Rosja             | 6:51,14 | FB    |

### Finał B
| Miejsce | Zawodniczki                                                        | Kraj   | Czas    | Uwagi |
| ------- | ------------------------------------------------------------------ | ------ | ------- | ----- |
| 1       | Julija Kalinowska Oksana Dorodnowa Łarisa Mierk Julija Lewina      | Rosja  | 6:28,10 |       |
| 2       | Rachelle de Jong Anna-Marie de Zwager Janine Hanson Krista Guloien | Kanada | 6:28,78 |       |

### Finał A
| Miejsce | Zawodniczki                                                                | Kraj              | Czas    | Uwagi |
| ------- | -------------------------------------------------------------------------- | ----------------- | ------- | ----- |
|         | Tang Bin Jin Ziwei Xi Aihua Zhang Yangyang                                 | Chiny             | 6:16,06 |       |
|         | Annabel Vernon Debbie Flood Frances Houghton Katherine Grainger            | Wielka Brytania   | 6:17,37 |       |
|         | Britta Oppelt Manuela Lutze Kathrin Boron Stephanie Schiller               | Niemcy            | 6:19,56 |       |
| 4       | Switłana Spiriuchowa Ołena Ołefirenko Natalija Lalczuk Tetiana Kolesnikowa | Ukraina           | 6:20,02 |       |
| 5       | Lia Pernell Lindsay Meyer Jennifer Kaido Margot Shumway                    | Stany Zjednoczone | 6:25,86 |       |
| 6       | Zoe Uphill Amber Bradley Kerry Hore Amy Ives                               | Australia         | 6:30,05 |       |